# دریاچه الپین (ویرجینیای غربی)
دریاچه الپین، غرب ویرجینیا (به انگلیسی: Alpine Lake, West Virginia) یک منطقهٔ مسکونی در ایالات متحده آمریکا است که در ویرجینیای غربی واقع شده‌است.